# 一色海鈴
一色海鈴（日语：／ Isshiki Misuzu，1997年6月13日—），日本前年少偶像、寫真偶像。於北海道出身。

## 生平
一色在2009年推出兩部寫真集——《一色要開始了》（一色はじめます）和《海鈴大作戰》（みすずの大作戦），它們皆由荒木秀明負責攝影。
2011年4月20日，一色推出寫真DVD《桃色之春》（ももいろの春），於當中以身穿校服和泳衣的姿態登場。8月30日，她於東京都拍攝的寫真DVD《白鈴》（ホワイト ベル）公開，這部DVD同樣收錄了她身穿泳衣的樣子。除此之外她也以女僕裝的姿態進行拍攝。10月28日，她發表《純色》（Innocent Colors）一作。一色在當中除了以便裝的姿態登場外，還利用到平衡球去輔助拍攝。11月5日，她出席《純色》的發售紀念活動。
2012年3月20日，她的寫真DVD《想要守護的事》（守ってあげたい）面世，它的部分場景以拍攝戴上貓耳頭飾的一色為主軸。7月，一色前往千葉縣，在那開展寫真拍攝工作，以此在10月20日推出《致當時的你》（あの頃の君へ）一作。它收錄了一色在穿上浴衣後的樣子。

## 人物
一色喜歡玩電腦遊戲和購物，善於製作菓子。初中時較為喜歡能讓自己做飯的家政科。海鈴的姊姊是一色美名，她跟海鈴一樣為寫真偶像。

## 外部連結
- 一色海鈴的官方資料，存于（日語）
- 一色海鈴的Ameblo網誌，存于（日語）